# Chytridiomykoza

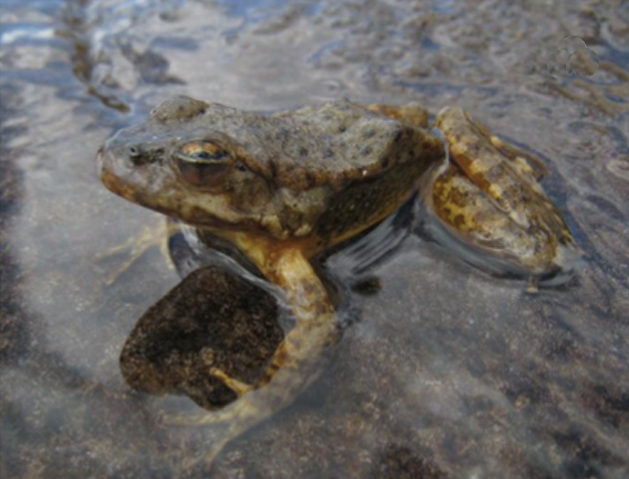
Zaawansowane stadium chytridiomikozy u Rana muscosa

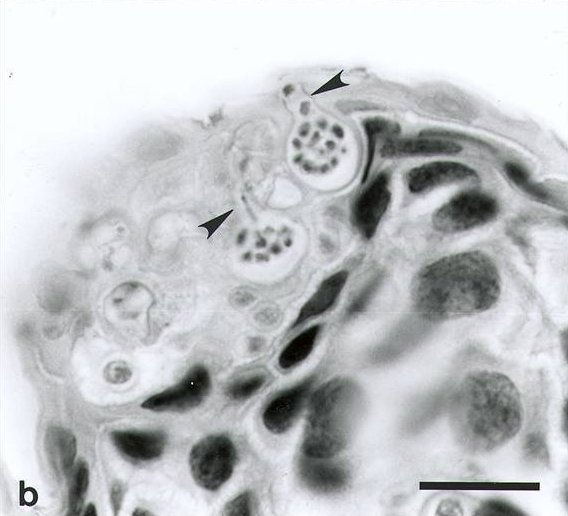
Skóra Atelopus varius z zaznaczonymi zarodniami zawierającymi liczne zoospory Batrachochytrium

Chytridiomykoza (chytridiomycosis) – choroba grzybicza skóry spowodowana przez grzyby z rodzaju Batrachochytrium, zwłaszcza Batrachochytrium dendrobatidis. Występuje u wielu gatunków płazów na wszystkich kontynentach, głównie w Ameryce Północnej, Środkowej i Południowej oraz w Australii. Choroba prawdopodobnie pojawiła się w Afryce Subsaharyjskiej w latach 30. XX wieku, a stamtąd rozprzestrzeniła na inne kontynenty.
U zarażonych osobników dochodzi do spadku transportu elektrolitów w naskórku o ponad połowę, hipokaliemii i hiponatremii (zmniejszenia stężenia w surowicy krwi jonów potasu o około 20%, a jonów sodu o około 50%), co prowadzi do zatrzymania pracy serca i śmierci.
Prawdopodobnie choroba ta spowodowała gwałtowny spadek liczby, a niekiedy całkowite wymarcie wielu gatunków płazów na wielu terenach, jak np. Atelopus patazensis. W niektórych przypadkach zarażone zwierzęta mogą jednak żyć stosunkowo długo, nie wykazując widocznych objawów choroby. Obecnie nie jest znana przyczyna śmiertelnego przebiegu choroby tylko u niektórych gatunków.
Batrachochytrium dendrobatidis źle toleruje temperatury powyżej 28 °C (w temperaturze 32 °C ginie w 96 godzin, a w temperaturze 37 °C – w cztery godziny), stąd ekspozycja zarażonej żaby na wysoką temperaturę zabija komórki grzyba. Niskie temperatury, podobnie jak stres i działanie szkodliwych substancji chemicznych, osłabiają układ odpornościowy płaza i zmniejszają wydzielanie peptydów antydrobnoustrojowych i przeciwciał, a także przeciwgrzybiczych metabolitów produkowanych przez symbiotyczne bakterie skóry. Przebieg choroby jest podobny w warunkach naturalnych i laboratoryjnych. Przynajmniej niektóre gatunki płazów potrafią nauczyć się unikania patogenu i nabyć na niego oporność. Kontakt z martwymi grzybami może uodpornić na niego zwierzęta. Wystawienie płazów na antygeny Batrachochytrium może być jedną z metod ochrony zagrożonych populacji.